# بهنام شیری
بهنام شیری (زادهٔ ۱ فروردین ۱۳۷۲ در پارس‌آبادمغان) پرتاب‌گر دیسک ایرانی است.
وی مقام سوم مسابقات جوانان آسیا در سال 2012و نایب قهرمان مسابقات قهرمانی دو و میدانی ۲۰۱۹ آسیا با حد نصاب ۶۰٫۸۹ متر است.
وی همچنین نفر چهارم بازی‌های آسیایی ۲۰۱۸ با رکورد ۵۸٫۰۹ متر می‌باشد.